# Kaiki Bruno
Kaiki Bruno da Silva (Belo Horizonte, 8 de março de 2003) é um futebolista profissional brasileiro que atua como lateral-esquerdo no Cruzeiro.

## Carreira

### Início
Nascido em Belo Horizonte, Kaiki começou a jogar em uma escola de futebol em Betim, aos sete anos. Aos 10, ele participou de um torneio local pelo Instituto Mineiro de Escolas de Futebol (IMEF), marcando 15 gols e chamando a atenção do Cruzeiro, que o contratou um ano depois. Ao mesmo tempo, ele também jogava futsal pelo Olímpico.

### Cruzeiro
Estreou pelo profissional do Cruzeiro em 1 de abril de 2021, num empate por 0–0 contra o Tombense, em partida válida pelo campeonato mineiro do mesmo ano. Deu uma assistência na vitória sobre a Ponte Preta fora de casa por 4–1, no dia 29 de setembro de 2022. Ganhou maiores oportunidades no time principal no ano seguinte, na campanha do título da Série B. No entanto, após a contratação de Marlon, principal concorrente da titularidade da lateral-esquerda, Kaiki teve menos chances entre os titulares. Além disso, uma lesão séria durante sua convocação à seleção olímpica diminuiu ainda mais as oportunidades recebidas.
Marcou seu primeiro gol com a camisa celeste na derrota por 2–1 para o Corinthians, no dia 20 de novembro de 2024, em jogo válido pelo Brasileiro da Série A.

### Seleção Brasileira
Kaiki realizou quatro jogos pela Seleção Brasileira de Futebol Sub-20 em 2023, pela copa do mundo da mesma categoria. Estreou no dia 21 de maio, numa derrota para a Itália por 3–2. Ele estava no elenco que conquistou o Sul-Americano Sub-20 de 2023, onde disputou cinco partidas. Numa delas, deu as duas assistências da vitória da seleção contra o Uruguai por 2–0.
Em 2024, realizou dois jogos pela Seleção Brasileira de Futebol Sub-23, em partidas válidas pelo Torneio Pré-Olímpico Sul-Americano Sub-23, que destina vagas à seleções da América do Sul para participar do Torneio de Futebol dos Jogos Olímpicos.

## Estatísticas
Atualizadas até 25 de maio de 2025.

### Clubes
| Equipe   | Temporada | Campeonato nacional[a] | Campeonato nacional[a] | Campeonato nacional[a] | Copa nacional[b] | Copa nacional[b] | Copa nacional[b] | Competições continentais[c] | Competições continentais[c] | Competições continentais[c] | Outros torneios[d] | Outros torneios[d] | Outros torneios[d] | Total | Total | Total   |
| Equipe   | Temporada | Jogos                  | Gols                   | Assist.                | Jogos            | Gols             | Assist.          | Jogos                       | Gols                        | Assist.                     | Jogos              | Gols               | Assist.            | Jogos | Gols  | Assist. |
| -------- | --------- | ---------------------- | ---------------------- | ---------------------- | ---------------- | ---------------- | ---------------- | --------------------------- | --------------------------- | --------------------------- | ------------------ | ------------------ | ------------------ | ----- | ----- | ------- |
| Cruzeiro | 2021      | 0                      | 0                      | 0                      | 2                | 0                | 0                | —                           | —                           | —                           | 1                  | 0                  | 0                  | 3     | 0     | 0       |
| Cruzeiro | 2022      | 6                      | 0                      | 1                      | 0                | 0                | 0                | —                           | —                           | —                           | 0                  | 0                  | 0                  | 6     | 0     | 1       |
| Cruzeiro | 2023      | 8                      | 0                      | 0                      | 1                | 0                | 0                | —                           | —                           | —                           | 5                  | 0                  | 0                  | 14    | 0     | 0       |
| Cruzeiro | 2024      | 18                     | 1                      | 0                      | 0                | 0                | 0                | 5                           | 0                           | 0                           | 0                  | 0                  | 0                  | 23    | 1     | 0       |
| Cruzeiro | 2025      | 10                     | 0                      | 1                      | 2                | 0                | 0                | 1                           | 0                           | 0                           | 8                  | 0                  | 0                  | 21    | 0     | 1       |
| Cruzeiro | Total     | 42                     | 1                      | 2                      | 5                | 0                | 0                | 6                           | 0                           | 0                           | 14                 | 0                  | 0                  | 67    | 1     | 2       |

- a. ^ Jogos das séries A e B;
- b. ^ Jogos da Copa do Brasil;
- c. ^ Jogos da Sul-Americana;
- d. ^ Jogos do Campeonato Mineiro.

### Seleção Brasileira
Abaixo estão listados todos os jogos, gols e assistências do futebolista pelas categorias de base da Seleção Brasileira.
Sub-20
| Ano   |       |      |         |
| Ano   | Jogos | Gols | Assist. |
| ----- | ----- | ---- | ------- |
| 2023  | 9     | 0    | 2       |
| Total | 9     | 0    | 2       |

Sub-23
| Ano   |       |      |         |
| Ano   | Jogos | Gols | Assist. |
| ----- | ----- | ---- | ------- |
| 2023  | 2     | 0    | 0       |
| Total | 2     | 0    | 0       |

## Títulos
Cruzeiro
- Campeonato Brasileiro de Futebol - Série B: 2022[1]

Brasil Sub-20
- Campeonato Sul-Americano de Futebol Sub-20: 2023[1]